# Вегаејан
Вегаејан (норв. Vegaøyan) архипелаг је од око 6.500 мањих острва у норвешком Нордланду, нешто јужније од северног поларног круга. Укупна површина архипелага је 1.037 км², а подручје административно припада општини Вега (цела општина је добила име по највећем острву архипелага). Острво Вега је димензија 15x15 км² са насељима Гадстад (седиште општине), Илвинген и Омнеи, а пејзажом доминира 800 м висока планина Тролтинд на југу, односно простране тресаве на северу.

## Име
Острво Вега је добило име по старонордијској речи ”veig“ што у преводу значи ”течни“, вероватно због многобројних језера и мочвара присутних на површини острва.

## Географија
Након острва Вега, од већих острва истиче се Ланан и Скогсхолмен, те Хисваер и Села који чине резерват природе, те уточишта морских птица на острвима Ленан, Фловаер, Скјаерваер и Мудваерет.

## Историја
Пронађени су докази који потврђују да су ова острва била насељена још у каменом добу, пре 10.000 година што их чини најстаријим насељима у северној Норвешкој. Праисторијска насеља су сведочанство људске способности преживљавања у најекстремнијим условима као што су нордијски. Ови рибари и фармери су последњих 1.500 година успели да преживе захваљујући, данас јединственој, пракси искоришћавања паперја северних патки. Због тога је овај архипелаг уписан на попис места Светске баштине у Европи 2004. године.

## Галерија
- Положај острва Вега у Нордланду
- Острво Села
- Северне патке на плажи острва Вега
- Језеро код Викерхеиа на острву Вега
- Насеље Вега Ојен на острву Хисваер